# Eilema molybdeola
Eilema molybdeola är en fjärilsart som beskrevs av Achille Guenée 1861. Eilema molybdeola ingår i släktet Eilema och familjen björnspinnare. Inga underarter finns listade i Catalogue of Life.